# Beymelek, Demre
Beymelek là một thị trấn của huyện Demre, thuộc tỉnh Antalya ở Thổ Nhĩ Kỳ.

## Giới thiệu chung
Trên bản đồ thế giới, thị trấn Beymelek ở toạ độ 36°15′ vĩ tuyến Bắc và 30°01′ kinh tuyến Đông (so với đường kinh tuyến gốc).
Dân số thời điểm năm 2011 là 3.849 người, ước tính đến cuối năm 2017 là khoảng 4.000 người với thay đổi dân số khoảng 0,9%.
Thị trấn thuộc lãnh thổ phía Tây Nam của Thổ Nhĩ Kỳ, gần sát biển Địa Trung Hải (hình 1).

## Đặc điểm thu hút
Thị trấn được nhiều người chú ý vì:
- Có đầm Beymelek là một phá thông ra biển Địa Trung Hải - một địa điểm khai thác thủy sản nước lợ và hải sản có tiếng được FAO chú ý.[4] Xem chi tiết ở trang Hồ Beymelek.
- Là một địa điểm tham quan, du lịch với các sinh hoạt dân gian truyền thống địa phương, với các nhà nghỉ, khách sạn và nhà hàng phát triển.[2][5][6]
- Một vùng địa lý có khí hậu được nhiều người ưa thích với nhiệt độ trung bình là 15 - 18 °C, độ ẩm trung bình là 74%.[7]
- Nơi có thể đi đến các vùng lân cận, như Nhà thờ St. Nicholas, Bảo tàng Thánh Nicholas, Nhà hát Roman, mộ Lycia Myra, khu Bảo tồn Andriake v.v.[2][6]

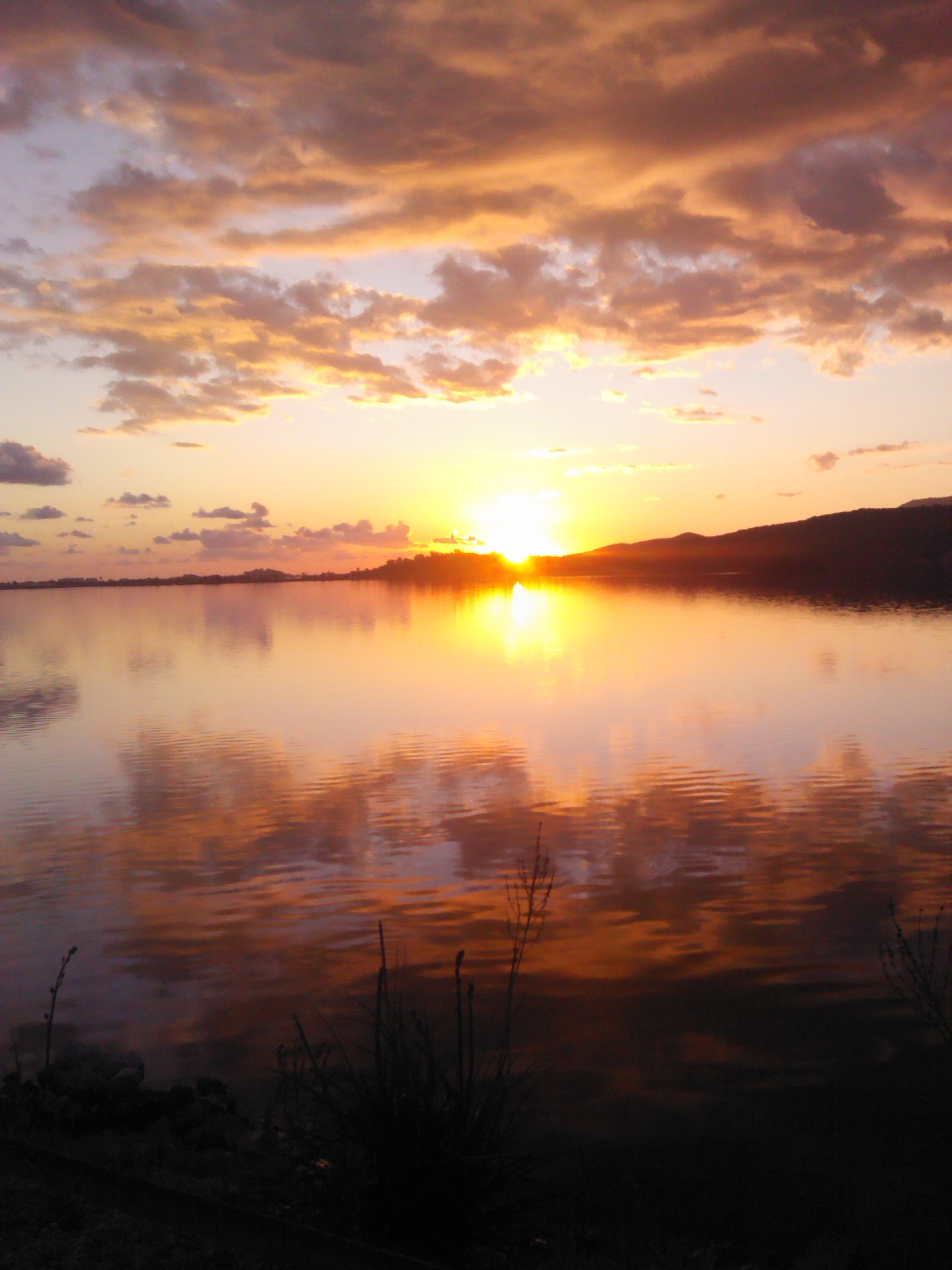
Hình 2: Quang cảnh xung quanh đầm Beymelek